# 王安友
王安友（1923年—1991年），男，山东日照人，中国作家，曾任中国作家协会山东分会副主席。